# اساهي للجعة
شركة أساهي القابضة المحدودة. (アサヒグループホールディングス株式会社 Asahi Gurūpu Hōrudingusu kabushiki gaisha)(アサヒグルプホルディングス株式会社، Asahi Gurūpu Hōrudingusu kabushiki gaisha ) هي شركة يابانية قابضة للمشروبات يقع مقرها الرئيسي في سوميدا، طوكيو، اليابان .
وفي عام 2019، حققت المجموعة إيرادات قدرها 2.1 تريليون ين ياباني. يمكن تقسيم محفظة أعمال شركة أساهي القابضة المحدودة على النحو التالي: أعمال المشروبات الكحولية (40.5%)، الأعمال الخارجية (32%)، أعمال المشروبات الغازية (17.2%)، أعمال الأغذية (5.4%) والأعمال "الأخرى" (4.9%). تعد شركة أساهي، التي تبلغ حصتها في السوق 37%، أكبر شركات تخمير البيرة الأربعة الكبرى في اليابان، تليها شركة كيرين للبيرة بنسبة 34% وسنتوري بنسبة 16%. استجابة لسوق البيرة اليابانية المحلية الناضجة، قامت أساهي بتوسيع نطاق تواجدها الجغرافي ومحفظة أعمالها من خلال الاستحواذ على شركات البيرة المرغوبة للغاية في أوروبا الغربية ووسط أوروبا الشرقية. وقد أدى ذلك إلى حصول أساهي على حصة سوقية كبيرة في العديد من البلدان الأوروبية، مثل حصة سوق البيرة البالغة 44% في جمهورية التشيك ، و32% في بولندا ، و36% في رومانيا ، و18% في إيطاليا .